# Бобровцы (Тверская область)
Бобровцы — деревня в Кувшиновском районе Тверской области. Входит в состав Тысяцкого сельского поселения.

## География
Находится в центральной части Тверской области на расстоянии приблизительно 13 км (по прямой) на север от города Кувшинова, административного центра района на правом берегу речки Поведь.

## История
Была отмечена еще на карте Менде (состояние местности соответствовало 1848 году). До 2015 года входила в состав Пеньского сельского поселения.

## Население
Численность населения составляла 3 человека (русские 100 %) в 2002 году, 1 в 2010.